# 台湾盾蛭
台湾盾蛭（学名：Placobdella okai）为舌蛭科盾蛭属的动物。分布于台湾南部等地，营寄生生活，寄生在台湾的一种褐虾身上。该物种的模式产地在台湾。